# Eurytoma korneyevi
Eurytoma korneyevi är en stekelart som beskrevs av Zerova 1995. Eurytoma korneyevi ingår i släktet Eurytoma och familjen kragglanssteklar.
Artens utbredningsområde är Ukraina. Inga underarter finns listade i Catalogue of Life.